# دانشگاه دولتی کالوگا
دانشگاه دولتی کالوگا (به لاتین: Kaluga State University) یک دانشگاه در روسیه است که در کالوگا واقع شده‌است.